# 아센텍
아센텍(Asentec)는 자동차 전장 전문 기업이며 세종공업의 자회사이다.

## 역사
- 2000년 3월 자동차 부품 제조업 등을 목적으로 (주)미래파렛트라는 이름으로 설립
- 2009년 9월 상호를 현재 아센텍(주)로 변경하고 전기전자부품 제조업으로 업종을 전환
- 2014년 세종공업이 전략적 시너지를 위해 지분을 인수[1]
- 2023년 현대차증권과 상장 대표주관계약을 체결[2]

## 계열사
- 아센텍베트남

## 같이 보기
- 세종공업

## 참고문헌
1. ↑  한경석, 세종공업 자회사 아센텍, 코스닥 상장 추진, 딜사이트, 2023.09.12
2. ↑  현대차증권, 세종공업 자회사 아센텍과 코스닥 상장 대표주관계약 체결, 현대자동차그룹 뉴스룸, 2023.09.12